# Битка код Велез-Малаге
Битка код Малаге (или Велез-Малаге) је била највећа поморска битка током Рата за шпанско наслеђе. Битка се одиграла 24. августа 1704. јужно од Малаге у Шпанији и представљала је стратегијску победу за снаге Велике алијансе.